# Wet van Brandolini
De wet van Brandolini, ook wel bekend als het bullshit-asymmetrieprincipe, is een Internet-adagium dat in 2013 werd bedacht door Alberto Brandolini, een Italiaanse programmeur. De wet benadrukt hoe moeilijk het is om desinformatie te ontkrachten, in vergelijking met het relatieve gemak waarmee ze in de eerste plaats gecreëerd kan worden. De wet luidt:
De hoeveelheid energie die nodig is om onzin te weerleggen is een orde van grootte groter dan die nodig is om ze te produceren.
De opkomst van de gemakkelijke popularisering van ideeën via het internet heeft het aantal relevante voorbeelden enorm doen toenemen, maar het asymmetrieprincipe zelf is al lang erkend.

## Oorsprong
De wet werd in januari 2013 publiekelijk geformuleerd door Alberto Brandolini, een Italiaanse programmeur. Brandolini verklaarde dat hij werd geïnspireerd door het lezen van Daniel Kahnemans Thinking, Fast and Slow vlak voordat hij naar een Italiaanse politieke talkshow keek met oud-premier Silvio Berlusconi en journalist Marco Travaglio.

## Voorbeelden
- De hardnekkige valse bewering dat vaccins autisme veroorzaken. Deze bekende zaak ging over de Britse arts Andrew Wakefield, die een artikel schreef over een onderzoek waaruit bleek dat er een verband was tussen het BMR-vaccin en autisme. De bevindingen van het artikel bleken later onjuist te zijn; als gevolg daarvan verloor Dr. Wakefield zijn medische licentie, waarna hij afstand deed van zijn uitspraken en deze introk. De valse beweringen hebben, ondanks dat uitgebreid onderzoek geen verband aantoont, een rampzalig effect op de volksgezondheid gehad vanwege het vermijden van vaccinatie. Decennia van onderzoek en pogingen om het publiek te informeren zijn er niet in geslaagd de misinformatie, die nog steeds wijdverbreid wordt geloofd, uit te roeien.

- Kort na de bomaanslag bij de marathon van Boston werd de bewering verspreid op sociale media dat een leerling die de schietpartij op de Sandy Hook Elementary School had overleefd, door de bomaanslag was omgekomen. Ondanks vele pogingen om het gerucht te ontkrachten, waaronder een onderzoek door Snopes, werd het valse verhaal door meer dan 92.000 mensen gedeeld en werd het door grote persbureaus overgenomen.

- In een voorbeeld van Brandolini's wet tijdens de COVID-19-pandemie zei Jeff Yates, een desinformatiejournalist bij Radio-Canada (over een zeer populaire YouTube-video): "Hij doet allerlei verschillende beweringen. Ik moest ze allemaal controleren. Ik moest relevante experts bellen en met ze praten. Ik moest die interviews transcriberen. Ik moest een tekst schrijven die leesbaar en interessant is om te lezen. Het is waanzin. Het kostte deze man 15 minuten om zijn video te maken en het kostte mij drie dagen om de feiten te controleren."

- Door de snelle verspreiding van informatie via sociale media is het publiek veel vatbaarder om slachtoffer te worden van pseudowetenschappelijke trends, zoals de afslankpillen van Dr. Mehmet Öz en de zonnebanken van Dr. Joseph Mercola, die bedoeld waren om het risico op kanker te verkleinen. Hoewel overheidsinstanties de verdere verkoop van deze producten konden voorkomen, waren er door consumenten en fans al miljoenen dollars uitgegeven.

- Een ander voorbeeld dateert uit 2016, toen het IJslandse voetbalelftal Engeland uitschakelde op het Europees kampioenschap voetbal. Negen maanden na de overwinning twitterde de IJslandse arts Ásgeir Pétur Þorvaldsson gekscherend dat er dankzij deze overwinning een babyboom in IJsland had plaatsgevonden. Ondanks de brede media-aandacht die deze bewering kreeg, ontkrachtte een statistische analyse door nieuwsgierige onderzoekers het idee dat in de tweet van Þorvaldsson naar voren werd gebracht.

- De wet van Brandolini wordt ook benadrukt in situaties met een grotere omvang en hogere spanning. Jevin West en Carl Bergstrom bespreken in hun analyse van het gebruik van hydroxychloroquine ter preventie van COVID-19 dat, ondanks dat herhaaldelijk is bewezen dat hydroxychloroquine niet effectief is bij het genezen van ziekten, waaronder COVID-19, het extreem moeilijk was om mensen hiervan te overtuigen. Omdat mensen zo bang waren voor COVID-19 toen het ontstond, en omdat mensen zo wanhopig verlangden naar een geneesmiddel, was het door de brede berichtgeving op sociale media en de wens dat hydroxychloroquine zou werken, extreem moeilijk om de gepresenteerde misinformatie te ontkrachten.

## Sociale media
Volgens het Media Education Journal is de weergave van politiek in de media altijd al het onderwerp geweest van discussie over de nauwkeurigheid en waarachtigheid, maar dit heeft een nieuwe intensiteit bereikt.
Dankzij sociale media kunnen ideeën, gedachten, meningen en overtuigingen razendsnel worden gedeeld. Sociale media versterken de Wet van Brandolini vanwege deze mogelijkheden. Hoewel sociale media voordelen hebben, kleven er ook nadelen aan, denk bijvoorbeeld aan de rol die ze spelen bij het verspreiden van desinformatie. 
Nieuws en onderzoek kunnen verkeerd worden geïnterpreteerd en valse overtuigingen kunnen zich verder en breder verspreiden dan voorheen. Nepnieuws verspreidt zich via sociale media sneller en breder dan echt nieuws. Peerreview komt op sociale media vrijwel niet voor en de manier waarop sommige echte onderzoeken via sociale media worden gepresenteerd, kan ervoor zorgen dat ze makkelijker verkeerd worden begrepen.
Om de verspreiding van desinformatie tegen te gaan, moeten wetenschappers de geldigheid en kwaliteit van onderzoek, verhalen en beweringen vaststellen met behulp van een beoordelingssysteem.

## Verdere toepassingen
In 2020 deden onderzoekers een onderzoek naar de gevoeligheid voor onzin en ontdekten dat "mensen ontvankelijker zijn voor onzin en minder gevoelig voor het detecteren van onzin", wat de wet van Brandolini bevestigt.
Binnen de context van wetenschappelijke analyse kan de wet van Brandolini niet alleen worden toegepast op de onzin die wordt gepresenteerd, maar kan ook de persoon die onzin verspreidt onder de loep worden genomen. Wanneer het liegen op meerdere momenten in een wetenschappelijk onderzoek aan het licht komt, wordt de onzinverkondiger duidelijker dan de onzin zelf, en omdat de onzinverkondiger zijn geloofwaardigheid verliest, is de daaropvolgende onzin gemakkelijker te identificeren. Bovendien komt de uitdaging om onzin te weerleggen niet alleen voort uit het tijdrovende karakter ervan, maar ook uit de uitdaging om de gemeenschap te trotseren en te confronteren.
Volgens het onderzoek van Kieron O'Hara om verder te analyseren hoe bullshitters opereren in plaats van alleen de bullshit te analyseren, kost het nog steeds aanzienlijk meer energie om bullshit te ontkrachten dan om het te creëren, maar de totale hoeveelheid energie die nodig is om een bullshitter te ontdekken is kleiner dan de hoeveelheid energie die nodig is om de bullshit zelf te ontdekken.
Onzin en de wet van Brandolini hebben ook betrekking op genderkwesties. Het Amerikaanse ministerie van Buitenlandse Zaken definieert gendergerelateerde desinformatie als "een subset van misogynistisch misbruik en geweld tegen vrouwen dat gebruikmaakt van valse of misleidende gender- en seksegerelateerde verhalen, vaak met enige mate van coördinatie, om vrouwen ervan te weerhouden deel te nemen aan de publieke sfeer. Zowel buitenlandse staats- als niet-statelijke actoren gebruiken gendergerelateerde desinformatie strategisch om vrouwen het zwijgen op te leggen, online politiek discours te ontmoedigen en percepties te vormen ten aanzien van gender en de rol van vrouwen in democratieën." 
Dit is een specifiek type onzin dat vaak voorkomt in de politiek, waarbij vrouwen het slachtoffer zijn van valse beweringen. Er wordt vaak gebruikgemaakt van desinformatie om genderongelijkheid te bevorderen, vooral op sociale platforms en in politieke kwesties. Omdat het weerleggen van onzin veel meer energie kost dan het produceren ervan, worden levens en banen erdoor beïnvloed, vooral bij vrouwen.

## Het verzachten van de effecten van de wet van Brandolini
Milieuonderzoeker Phil Williamson van de Universiteit van East Anglia riep andere wetenschappers in 2016 op om online te gaan en waar mogelijk onwaarheden over hun werk te weerleggen, ondanks de moeilijkheden die de wet van Brandolini met zich meebrengt. Hij schreef: "het wetenschappelijke proces stopt niet wanneer de resultaten worden gepubliceerd in een peer-reviewed tijdschrift. Er is ook bredere communicatie bij betrokken, en dat omvat niet alleen het verzekeren dat informatie (inclusief onzekerheden) wordt begrepen, maar ook dat misinformatie en fouten worden gecorrigeerd waar nodig." 
Carl T. Bergstrom en Jevin West, onderzoekers op het gebied van onzin, bestuderen hoe je de onzin kunt weerleggen die veel energie kost. Dit ingewikkelde proces hangt af van het publiek dat de onzin wil bereiken, de tijd en energie die iemand bereid is te investeren in dit proces en het medium dat wordt gebruikt om de onzin te weerleggen. Om te kunnen weerleggen is het volgende nodig:
1. Zorg dat alles correct is door de feiten nogmaals te controleren, en toe te geven waar u niet zeker van bent.
2. Wees welwillend door te erkennen dat u mogelijk in de war bent, zonder dit toe te schrijven aan kwaadwilligheid of domheid.
3. Zorg dat uw argumentatie duidelijk en samenhangend is.
4. Geef fouten en tekortkomingen toe.

Andere technieken om de effectiviteit van het intrekken van desinformatie te vergroten zijn onder meer: waarschuwingen vooraf, herhaalde intrekkingen en het bieden van een alternatief verhaal.

## Vergelijkbare concepten
Het gezegde "Een leugen kan de halve wereld rondreizen voordat de waarheid haar laarzen aan kan trekken" heeft al sinds 1710 verschillende vormen aangenomen.
In 1845 formuleerde Frédéric Bastiat een vroeg idee van deze wet:
We moeten toegeven dat onze tegenstanders in de discussie een duidelijk voordeel hebben ten opzichte van ons. In heel weinig woorden kunnen ze een halve waarheid verkondigen; En om aan te tonen dat ze onvolledig is, zijn we verplicht onze toevlucht te nemen tot lange en droge proefschriften.— Frédéric Bastiat
Vóór Brandolini's definitie deelden de Italiaanse blogger Uriel Fanelli en Jonathan Koomey, onderzoeker en bedenker van de wet van Koomey, ook gedachten die overeenkwamen met het principe van de onzin-asymmetrie. Fanelli stelde: "Een idioot kan meer onzin creëren dan je ooit zou kunnen hopen te weerleggen", wat in het algemeen werd vertaald in Calling Bullshit: The Art of Skepticism in a Data-Driven World.